# Taylor Henrich
Taylor Henrich (* 1. November 1995 in Calgary) ist eine kanadische Skispringerin und Nordische Kombiniererin.

## Werdegang
Henrich begann im Alter von sieben Jahren im Rahmen eines Sommercamps im Canada Olympic Park mit dem Skispringen. Ihr internationales Debüt gab sie sechs Jahre später am 10. August 2008 im Rahmen des Skisprung-Continental-Cups in Bischofsgrün. Nachdem sie in den ersten Wettbewerben den Top-Springerinnen ohne Erfolg hinterhersprang, konnte sie zu Beginn der Wintersaison 2008/09 in Park City ihre ersten Punkte gewinnen. Nach zwei weiteren Punktgewinnen in Vancouver pausierte sie von Januar 2009 bis Januar 2011, bevor sie wieder in den Continental Cup einstieg. Nachdem sie in Schonach disqualifiziert worden war und in Hinterzarten nur die Plätze 31 und 43 erreicht hatte, sprang sie in Braunlage erstmals unter die besten zwanzig. Am 22. und 23. Januar 2011 verpasste sie in Ljubno mit zwei elften Plätzen eine Top-10-Platzierung nur knapp.
Bei den Nordischen Junioren-Skiweltmeisterschaften 2011 im estnischen Otepää erreichte Henrich von der Normalschanze den 25. Platz. Im Februar 2011 gelang es ihr in Ramsau am Dachstein erneut in die Punkteränge zu springen, bevor sie bei den Nordischen Skiweltmeisterschaften 2011 in Oslo auf den 18. Platz sprang.
Am 3. Dezember 2011 gab Henrich ihr Debüt im neu geschaffenen Skisprung-Weltcup der Damen. In Lillehammer erreichte sie mit Platz 23 auf Anhieb eine Platzierung in den Weltcup-Punkterängen. Trotz dieses Erfolges wurde sie auch weiterhin im Continental-Cup-Team eingesetzt und erreichte in Notodden den 27. und den 28. Platz. Nach zwei erfolglosen Weltcup-Springen in Hinterzarten erhielt Henrich im Januar 2012 die Nominierung für die Olympischen Jugend-Winterspiele 2012 in Innsbruck. Dort gewann sie mit der Mannschaft Bronze und erreichte im Einzel von der Normalschanze den fünften Rang. Vier Wochen nach den Spielen startete Henrich bei den Nordischen Junioren-Skiweltmeisterschaften 2012 im türkischen Erzurum und erreichte nach zwei eher mittelmäßigen Sprüngen den 17. Platz.
Nachdem sie im Sommer 2012 im Rahmen des Skisprung-Grand-Prix erfolglos in Courchevel und Hinterzarten startete, gelangen ihr zwei gute Resultate im Sommer-Continental Cup. Bei den Grand-Prix-Springen in Almaty gelangen ihr auch ihre ersten Punktgewinne in dieser Sommerserie, was für Henrich den 24. Gesamtrang bedeutete.
Nachdem Henrich im November 2012 nur eher mittelmäßig in die Weltcup-Saison 2012/13 gestartet war, erreichte sie im russischen Sotschi mit Platz 12 erstmals wieder eine Platzierung unter den besten zwanzig. Bei den Nordischen Skiweltmeisterschaften 2013 im Val di Fiemme sprang Henrich von der Normalschanze auf den 41. Platz.
Im Sommer 2013 und auch im folgenden Weltcup erreichte Henrich Ergebnisse unter den besten zehn. Bei der Olympiapremiere in Sotschi 2014 des Damenskispringens belegte sie Platz 13.
Bei den beiden COC-Springen am 18. Januar 2018 in Falun erreichte sie mit dem zweiten Platz ihren ersten Podestplatz und danach ihren ersten Sieg im Continental Cup. Eine Woche später sprang sie in Oberstdorf zum ersten Mal auf das Podium bei einem Weltcup-Springen, als sie den dritten Platz belegte. Bei den Nordischen Skiweltmeisterschaften 2015 in Falun belegte sie den fünften Rang von der Normalschanze. Beim abschließenden Wettbewerb der Weltcup-Saison 2014/15 von der Großschanze in Oslo wurde sie erneut Dritte. In der Gesamtweltcupwertung belegte sie den 15. Rang. Diese guten Resultate konnte sie in den darauffolgenden Jahren nicht mehr bestätigen. Ihre seitdem beste Platzierung und einzige Platzierung in den Top Ten war ein fünfter Rang in Nischni Tagil im Dezember 2015.
Bei den Nordischen Skiweltmeisterschaften 2017 in Lahti belegte sie den 16. Platz im Einzelwettbewerb und den 12. Platz im Mixed-Teamwettbewerb.
Henrich nahm 2018 als einzige kanadische Skispringerin an den Olympischen Winterspielen in Pyeongchang teil. Als 32. von nur 35 Springerinnen verpasste sie von der Normalschanze den Finaldurchgang.
Henrich nahm in der Saison 2018/19 an zwei Wettkämpfen des Continental Cups in der Nordischen Kombination teil. Bei beiden Wettkämpfen in Park City erreichte sie mit dem dritten Rang das Podium. Damit war sie gleichzeitig die erste Kanadierin, die in dieser Wettkampfserie einen Podestplatz erreichen konnte.

## Erfolge

### Continental-Cup-Siege im Einzel
| Nr. | Datum           | Ort   | Typ           |
| --- | --------------- | ----- | ------------- |
| 1.  | 18. Januar 2015 | Falun | Normalschanze |

## Statistik

### Skispringen

#### Weltcup-Platzierungen
| Saison  | Platz | Punkte |
| ------- | ----- | ------ |
| 2011/12 | 46.   | 008    |
| 2012/13 | 35.   | 061    |
| 2013/14 | 22.   | 214    |
| 2014/15 | 15.   | 230    |
| 2015/16 | 20.   | 226    |
| 2016/17 | 33.   | 074    |
| 2017/18 | 45.   | 008    |

#### Grand-Prix-Platzierungen
| Saison | Platz | Punkte |
| ------ | ----- | ------ |
| 2012   | 24.   | 030    |
| 2013   | 15.   | 107    |
| 2015   | 30.   | 022    |
| 2016   | 32.   | 012    |
| 2017   | 21.   | 041    |

#### Continental-Cup-Platzierungen
| Saison  | Platz | Punkte |
| ------- | ----- | ------ |
| 2008/09 | 70.   | 011    |
| 2010/11 | 37.   | 100    |
| 2011/12 | 35.   | 036    |
| 2014/15 | 04.   | 180    |

#### FIS-Cup-Platzierungen
| Saison  | Platz | Punkte |
| ------- | ----- | ------ |
| 2012/13 | 18.   | 058    |
| 2018/19 | 27.   | 100    |

### Nordische Kombination

#### Continental-Cup-Platzierungen
| Saison  | Platz | Punkte |
| ------- | ----- | ------ |
| 2018/19 | 18.   | 120    |
| 2019/20 | 14.   | 156    |